# Коперник, Николай
Никола́й Копе́рник (пол. Mikołaj Kopernik, нем. Niklas Koppernigk; 19 февраля 1473, Торунь — 24 мая 1543, Фромборк) — польский и немецкий астроном, математик, механик, экономист, каноник эпохи Возрождения. Наиболее известен как автор гелиоцентрической системы мира, положившей начало первой научной революции.

## Биография

### Ранние годы
Николай Коперник родился в Торуне, крещён в церкви Святого Иоанна. Выходец из купеческой семьи, он рано лишился родителей. Торунь вошёл в состав Польши всего за несколько лет до рождения Коперника, до этого же город носил имя Торн и был частью Пруссии, принадлежавшей Тевтонскому Ордену.
Вопрос об этнической принадлежности Коперника до сих пор остаётся предметом дискуссии. Мать Коперника была немкой (Barbara Watzenrode), национальность отца неясна, однако известно, что он был уроженцем Кракова. Тем самым, этнически Коперник был немцем или наполовину немцем. Писал он на латинском и немецком, ни одного документа на польском языке, написанного его рукой, не обнаружено. После ранней смерти отца он воспитывался в немецкой семье матери и дяди. Понятие национальности в те годы было гораздо более размыто, чем в наши дни, и часть историков предлагает считать Коперника поляком и немцем одновременно.
В семье Коперника, кроме Николая, были ещё трое детей: Андрей, впоследствии каноник в Вармии, и две сестры: Барбара и Катерина. Барбара ушла в монастырь, а Катерина вышла замуж и родила пятерых детей, к которым Николай Коперник был очень привязан и заботился о них до конца своей жизни.
Потеряв 9-летним ребёнком отца и оставшись на попечении дяди по матери, каноника Лукаша Ватценроде, Коперник в 1491 году поступил в Краковский университет, где с одинаковым усердием изучал математику, медицину и богословие, но особенно его привлекала астрономия.
По окончании университета (1494) Коперник не получил никакого учёного звания, и семейный совет решил, что ему предстоит духовная карьера. Веским доводом в пользу такого выбора было то, что дядя-покровитель как раз был возведён в сан епископа.
Для продолжения образования Коперник уехал в Италию (1497) и поступил в Болонский университет. Помимо богословия, права и древних языков, он имел там возможность заниматься и астрономией под руководством известного астронома Доменико Новары. Среди других профессоров в Болонье был математик Сципион дель Ферро, с открытий которого началось возрождение европейской математики. Тем временем, благодаря стараниям дяди, в Польше Коперника заочно избрали каноником в епархии Вармии.
В 1500 году Коперник оставил университет, вновь не получив никакого диплома или звания, и уехал в Рим. В воспоминаниях Ретика говорится, что Коперник преподавал в римском университете ряд дисциплин, включая астрономию, однако другие биографы подвергают этот факт сомнению. Затем, после кратковременного пребывания на родине, уехал в Падуанский университет и продолжил изучение медицины.
В 1503 году 30-летний Коперник, наконец, завершил своё образование, сдал в Ферраре экзамены, получил диплом и учёную степень доктора канонического права. Он не спешил возвращаться и, с разрешения дяди-епископа, следующие три года занимался медициной в Падуе.
В 1506 году Коперник получил известие, возможно, надуманное, о болезни дяди. Он покинул Италию и возвратился на родину. Следующие 6 лет он провёл в епископском замке Гейльсберг, занимаясь астрономическими наблюдениями и преподаванием в Кракове. Одновременно являлся врачом, секретарём и доверенным лицом дяди Лукаша.

### Становление
В 1512 году умер дядя-епископ. Коперник переехал во Фромборк, маленький городок на берегу Вислинского залива, где он всё это время числился каноником, и приступил к своим духовным обязанностям. В Вармийском капитуле (совете при епископе) Коперник пользовался авторитетом: был капитульным попечителем, дважды (1516—1519 и 1520—1521) был администратором капитула и управляющим имениями Вармийской епархии, активно участвовал в управлении епархией в периоды болезни её епископа Марриция Фербера, при котором состоял лекарем. Научные исследования, однако, Коперник не прекратил. Северо-западная башня крепости Фромборк стала обсерваторией.
Уже в 1500-е годы замысел новой астрономической системы сложился у него вполне ясно. Он начал писать книгу с описанием новой модели мира, обсуждая свои идеи с друзьями, среди которых было немало его единомышленников (например, Тидеман Гизе, епископ Кульмский). В эти годы (примерно 1503—1512) Коперник распространял среди друзей рукописный конспект своей теории: Commentariolus, или «Малый комментарий о гипотезах, относящихся к небесным движениям»), а его ученик Ретик опубликовал ясное изложение гелиоцентрической системы в 1539 году. По-видимому, слухи о новой теории широко разошлись уже в 1520-х годах. Работа над главным трудом — «О вращении небесных сфер» — продолжалась почти 40 лет, Коперник постоянно вносил в неё уточнения, готовил новые астрономические расчётные таблицы.
Слухи о новом выдающемся астрономе ширились в Европе. Существует версия, не подтверждённая документально, что папа Лев X пригласил Коперника принять участие в подготовке календарной реформы (1514, реализована только в 1582 году), но он вежливо отказался.
Когда было нужно, Коперник посвящал свои силы и практическим работам: по его проекту в Польше была введена новая монетная система, а в городе Фромборке он построил гидравлическую машину, снабжавшую водой все дома. Лично, как врач, занимался борьбой с эпидемией чумы 1519 года. Во время польско-тевтонской войны (1519—1521) организовал успешную оборону епископства от тевтонов. По окончании конфликта Коперник принимал участие в мирных переговорах (1525), завершившихся созданием на орденских землях первого протестантского государства — герцогства Пруссия, вассала польской короны.

### Последние годы
В 1531 году 58-летний Коперник удалился от дел и сосредоточился на завершении своей книги. Одновременно он занимался медицинской практикой (безвозмездно). Верный Ретик постоянно хлопотал о скорейшем издании труда Коперника, но оно продвигалось медленно. В 1542 году состояние учёного значительно ухудшилось, наступил паралич правой половины тела.
Коперник скончался 24 мая 1543 года в возрасте 70 лет от инсульта. Некоторые биографы (например, Тидеман Гизе) утверждают, что автор незадолго до смерти успел увидеть свой труд напечатанным. Но другие доказывают, что это было невозможно, так как последние месяцы жизни Коперник находился в тяжёлой коме.

#### Могила
Местонахождение могилы Коперника весьма длительное время оставалось неизвестным, однако во время раскопок в кафедральном соборе Фромборка в 2005 году были обнаружены череп и кости ног. Сравнительный ДНК-анализ этих останков и двух волос Коперника, обнаруженных в одной из принадлежавших ему книг, подтвердил, что найдены останки именно Коперника. 20 мая 2010 года началась церемония перезахоронения останков Николая Коперника. 21 мая гроб был доставлен в кафедральный собор города Фромборк, где Коперник сделал свои наиболее важные открытия. По пути во Фромборк гроб прошёл через несколько городов Варминьско-Мазурского воеводства — Добре-Място, Лидзбарк-Варминьски, Орнета, Пененжно и Бранево, с которыми Коперник был связан в ходе своей деятельности. 22 мая 2010 года останки великого учёного были захоронены в кафедральном соборе Фромборка. Торжественную церемонию провёл примас Польши, архиепископ Гнезненский Юзеф Ковальчик. Захоронение останков также было приурочено к празднованию 750-летия города.

## Научная деятельность

### Гелиоцентрическая система Коперника
Размышляя о Птолемеевой системе мира, Коперник поражался её сложности и искусственности и, изучая сочинения древних философов, особенно Никиты Сиракузского и Филолая, он пришёл к выводу, что не Земля, а Солнце должно быть неподвижным центром Вселенной. Исходя из этого предположения, Коперник весьма просто объяснил всю кажущуюся запутанность движений планет, но, не зная ещё истинных путей планет и считая их окружностями, он был вынужден сохранить эпициклы и деференты древних для объяснения неравномерности движений.
Создавая свою гелиоцентрическую систему, Коперник опирался на математический и кинематический аппарат теории Птолемея, на полученные последним конкретные геометрические и числовые закономерности. Так, в модели Птолемея все планеты подчинялись общему (хотя и непонятному в рамках геоцентризма) закону: радиус-вектор любой планеты в эпицикле всегда совпадал с радиус-вектором Земля — Солнце, а движение по эпициклу для верхних планет (Марс, Юпитер, Сатурн) и по деференту для нижних (Меркурий, Венера) происходило с единым для всех планет годичным периодом. В модели Коперника данный закон получил простое и логичное объяснение.
Главное и почти единственное сочинение Коперника, плод его более чем 40-летней работы, — «О вращении небесных сфер» (лат. De revolutionibus orbium coelestium). Сочинение издано в Нюрнберге в 1543 году; оно печаталось под наблюдением лучшего ученика Коперника, Ретика.
В предисловии к книге Коперник пишет:
 Принимая в соображение, какой нелепостью должно показаться это учение, я долго не решался напечатать мою книгу и думал, не лучше ли будет последовать примеру пифагорейцев и других, передававших своё учение лишь друзьям, распространяя его только путём предания.
Нюрнбергский теолог Андреас Озиандер, которому Ретик поручил печатание книги Коперника, из осторожности снабдил её анонимным предисловием, в котором объявил новую модель условным математическим приёмом, придуманным для сокращения вычислений. Одно время это предисловие приписывалось самому Копернику, хотя тот в ответ на просьбу Озиандера сделать подобную оговорку решительно отказался. Вслед за предисловием следуют хвалебное письмо кардинала Шёнберга и посвящение папе Павлу III.
По структуре главный труд Коперника почти повторяет «Альмагест» в несколько сокращённом виде (6 книг вместо 13). В первой книге (части) говорится о шарообразности мира и Земли, а вместо положения о неподвижности Земли помещена иная аксиома: Земля и другие планеты вращаются вокруг оси и обращаются вокруг Солнца. Эта концепция подробно аргументируется, а «мнение древних» убедительно опровергается. С гелиоцентрических позиций он без труда объясняет возвратное движение планет.
Коперник придавал Земле три вращения: первое — вращение Земли вокруг своей оси с угловой скоростью ω; второе (со скоростью ω′) — вокруг оси мира, которая перпендикулярна плоскости земной орбиты и проходит через её центр; третье (с противоположно направленной скоростью ω′′) — вокруг оси, параллельной оси мира и проходящей через центр Земли. Два последних вращения образуют (при точном совпадении ω′ и ω′′ по величине) пару вращений, эквивалентную поступательному движению Земли вокруг Солнца по круговой орбите.
Во второй части труда Коперника даются сведения по сферической тригонометрии и правила вычисления видимых положений звёзд, планет и Солнца на небесном своде.
В третьей говорится о годовом движении Земли и о так называемой прецессии равноденствий, которая укорачивает тропический год (от равноденствия до равноденствия) по сравнению с сидерическим (возвращение к тому же положению относительно неподвижных звёзд) и приводит к перемещению линии пересечения экватора с эклиптикой, что изменяет эклиптическую долготу звезды на один градус в столетие. Эту прецессию теория Птолемея в принципе не могла объяснить. Коперник же дал данному явлению изящное кинематическое объяснение (показав себя весьма искушённым механиком): он предположил, что угловая скорость ω′′ не в точности равна ω′, а немного от неё отличается; разность этих угловых скоростей и проявляется в прецессии равноденствий.
В четвёртой части говорилось о Луне, в пятой — о планетах вообще, а в шестой — о причинах изменения широт планет. В книге также содержались звёздный каталог, оценка размеров Солнца и Луны, расстояния до них и до планет (близкие к истинным), теория затмений. Система Коперника (в отличие от системы Птолемея) давала возможность определить отношения радиусов планетных орбит. Этот факт, а также и то, что в описании движения планет выбрасывался первый и самый важный эпицикл, делало систему Коперника более простой и удобной, чем птолемеевская.
Гелиоцентрическая система в варианте Коперника может быть сформулирована в семи утверждениях:
- орбиты и небесные сферы не имеют общего центра;
- центр Земли — не центр Вселенной, но только центр масс и орбиты Луны;
- все планеты движутся по орбитам, центром которых является Солнце, и поэтому Солнце является центром мира;
- расстояние между Землёй и Солнцем очень мало по сравнению с расстоянием между Землёй и неподвижными звёздами;
- суточное движение Солнца — воображаемое, и вызвано эффектом вращения Земли, которая поворачивается один раз за 24 часа вокруг своей оси, которая всегда остаётся параллельной самой себе;
- Земля (вместе с Луной), как и другие планеты, обращается вокруг Солнца, и поэтому те перемещения, которые, как кажется, делает Солнце (суточное движение, а также годичное движение, когда Солнце перемещается по Зодиаку) — не более чем эффект движения Земли;
- это движение Земли и других планет объясняет их расположение и конкретные характеристики движения планет.

Эти утверждения полностью противоречили господствовавшей на тот момент геоцентрической системе. Хотя, с современной точки зрения, модель Коперника недостаточно радикальна. Все орбиты в ней круговые, движение по ним равномерное, так что эпициклы сохранялись (хотя их стало меньше, чем у Птолемея). Механизм, обеспечивавший движение планет, также оставлен прежним — вращение сфер, к которым планеты прикреплены. На границу мира Коперник поместил сферу неподвижных звёзд. Строго говоря, модель Коперника даже не была гелиоцентрической, так как Солнце он расположил не в центре планетных сфер.
Реальное движение планет (особенно Марса) не является круговым и равномерным, и техника эпициклов была неспособна надолго согласовать модель с наблюдениями. Из-за этого таблицы Коперника (первоначально более точные, чем таблицы Птолемея) вскоре существенно разошлись с наблюдениями, что немало озадачило и охладило восторженных сторонников новой системы. Точные гелиоцентрические (Рудольфовы) таблицы издал позже Иоганн Кеплер, который открыл истинную форму орбит планет (эллипс), а также признал и математически выразил неравномерность их движения.
И всё же модель мира Коперника была колоссальным шагом вперёд и сокрушительным ударом по архаичным авторитетам. Низведение Земли до уровня рядовой планеты определённо подготавливало (вопреки Аристотелю) ньютоновское совмещение земных и небесных природных законов.
Католическая церковь, занятая борьбой с Реформацией, первоначально снисходительно отнеслась к новой астрономии, тем более что вожди протестантов (Мартин Лютер, Меланхтон) отнеслись к ней резко враждебно. В «Застольных беседах Лютера» (нем. Luthers Tischreden) (изданных после смерти Лютера) приводится следующее его высказывание:

Говорят о каком-то новом астрологе, который доказывает, будто Земля движется, а небо, Солнце и Луна неподвижны; будто здесь происходит то же, что при движении в повозке или на корабле, когда едущему кажется, что он сидит неподвижно, а земля и деревья бегут мимо него. Ну, да ведь теперь всякий, кому хочется прослыть умником, старается выдумать что-нибудь особенное. Вот и этот дурак (нем. Narr) намерен перевернуть вверх дном всю астрономию.

Благожелательное отношение Ватикана к гелиоцентризму в первой половине XVI века было связано и с тем, что для предстоящей реформы календаря были полезны наблюдения Солнца и Луны, содержащиеся в книге Коперника. Папа Климент VII даже прослушал в 1533 году лекцию о гелиоцентрическом подходе, подготовленную учёным кардиналом Вигманштадтом. Хотя отдельные епископы уже тогда выступили с яростной критикой гелиоцентризма как опасной богопротивной ереси.
В 1616 году, при папе Павле V, католическая церковь официально запретила придерживаться и защищать теорию Коперника как гелиоцентрическую систему мира, поскольку такое истолкование противоречит Писанию, хотя гелиоцентрической моделью по-прежнему разрешалось пользоваться для математических расчётов движения планет. Теологическая комиссия экспертов по запросу инквизиции рассмотрела два положения, вобравшие в себя суть учения Коперника и вынесла следующий вердикт:

Предположение I: Солнце является центром мироздания и, следовательно, неподвижно. Все считают, что это заявление нелепое и абсурдное с философской точки зрения, и кроме того формально еретическое, так как выражения его во многом противоречат Священному Писанию, согласно буквальному смыслу слов, а также обычному толкованию и пониманию Отцов Церкви и учителей богословия.
Предположение II: Земля не есть центр мироздания, она не является неподвижной и движется как целостное (тело) и к тому же совершает суточное обращение. Все считают, что это положение заслуживает такого же философского осуждения; с точки зрения богословской истины, оно, по крайней мере, ошибочно в вере.
Оригинальный текст (лат.)Propositio I: Sol est centrum et omnino immobilis motu locali. Censura: omnes dixerunt dictam propositionem esse stultam et absurdam in philosophia et formaliter hereticam, quatenus contradicit expresse sententiis sacrae Scripturae in multis locis, secundum proprietatem verborum et secundum expositionem et sensum SS, Patrum et theologorum doctorum.
Propositio II: Terra non est centrum mundi nec immobilis, sed secundum se totam movetur etiam motu diurno. Censura: omnes dixerunt hanc propositionem recipere eandem censuram in philosophia et spectando veritatem theologicam ad minus esse in fide erroneam..
— O. Pedersen, Galileo and the Council of Trent: The Galileo Affair Revisited, Journal for the History of Astronomy, p.1
Самым известным следствием этого решения в XVII веке стал суд над Галилеем (1633 год), нарушившим церковный запрет в своей книге «Диалоги о двух главнейших системах мира».
Вопреки устоявшемуся мнению, сама книга Коперника «De Revolutionibus Orbium Coelestium» была формально запрещена инквизицией лишь на 4 года, однако подверглась цензуре. В 1616 году она была внесена в римский индекс запрещённых книг с пометкой «до исправления». Требуемые цензурные поправки, которые необходимо было внести владельцам книги для возможности дальнейшего использования, были обнародованы в 1620 году. Эти исправления в основном касались утверждений, из которых следовало, что гелиоцентризм является не просто математической моделью, но отражением реальности. Сохранилось множество экземпляров первого (Нюрнберг, 1543), второго (Базель, 1566) и третьего (Амстердам, 1617) изданий, принадлежавших, в частности, известным астрономам и другим историческим личностям, в которых владельцы выполнили предписания цензуры с разной степенью лояльности: от полного затушёвывания требуемых фрагментов Коперника и надписывания рекомендуемого текста, до полного игнорирования предписаний. Около 2/3 сохранившихся копий из Италии были исправлены их владельцами, в то время как подавляющее большинство копий из других стран не правились. Испанский индекс запрещённых книг явным образом разрешал книгу. Интересно, что экземпляры второго и третьего издания привезли в Китай иезуитские миссионеры в 1618 году во время формального действия запрета. Книга была исключена из римского Индекса запрещённых книг в 1835 году.

### Другие достижения в астрономии
Коперник один из первых высказал мысль о всемирном тяготении. В его книге (часть I, глава IX) говорится:
Я думаю, что тяжесть есть не что иное, как некоторое стремление, которым Божественный Зодчий одарил частицы материи, чтобы они соединялись в форме шара. Этим свойством, вероятно, обладают Солнце, Луна и планеты; ему эти светила обязаны своей шаровидной формой.
Вопреки распространённому мнению, Коперник не предсказывал, что Венера и Меркурий имеют фазы, подобные лунным.

### Экономика
Коперник обратил внимание на закономерность, известную как Закон Коперника — Грешема (независимо обнаружен также английским банкиром Томасом Грешемом). Согласно этому принципу, более устойчивые по своему курсу деньги (например, золотые) будут вытесняться из обращения, так как люди будут накапливать в них сбережения, а в реальном обороте будут участвовать «худшие» (например, медные) деньги. Следует заметить, что такой эффект наблюдается только в том случае, если государство установило фиксированный курс обмена золота к меди (или серебру). В условиях действительно свободного обмена золота на медь (серебро) и обратно никакие деньги не являются «хорошими» или «плохими» и вследствие этого не вытесняются с рынка одни другими.

## Труды
- Малый комментарий (Commentariolus), Гейльсберг, 1509.
- N.C. Meditata XV, 1517.
- Tractatus de monetis, 1519.
- Monetae cudendae ratio, 1528.
- De Revolutionibus Orbium Coelestium — Нюрнберг, 1543.

Полное собрание сочинений Коперника издано Яном Барановским в Варшаве в 1854 году на латинском и польском языках.

### Переводы на русский язык
- Коперник Н. О вращениях небесных сфер. Малый комментарий. Послание против Вернера. Упсальская запись / Перевод И. Н. Веселовского. — М.: Наука, 1964. — 646 с. — (Классики науки).
  - Приложение: Ретик Г. И. Первое повествование.

### Художественное творчество
В 1509 году Коперник опубликовал собственноручный перевод с греческого на латинский 18 писем византийского историка VII века Феофилакта Симокатты. Письма имеют нравоучительный, буколический и любовный характер, в предисловии Коперник особо отметил их нравственную чистоту.

## Увековечение памяти

### Памятники
- в Варшаве работы Торвальдсена
- в Варшаве
- в Кракове
- в Торуне
- в Ольштыне
- в Лодзи
- в Монреале
- в Чикаго
- в Страсбурге
- в Зальцбурге

Только в XIX веке Копернику были поставлены памятники в Варшаве, Кракове, Торуне и Регенсбурге, позднее также в Ольштыне, Гданьске и Вроцлаве. На центральной площади польского Торуня стоит памятник Копернику, на котором есть надпись: «Остановивший Солнце — сдвинувший Землю».
Памятник Николаю Копернику установлен также в городе Калининграде, возле БФУ им. И. Канта, так как в 1541 году почти месяц великий астроном в качестве врача был в Кёнигсберге по приглашению герцога Альбрехта. В Калининграде есть и улица Коперника.

### В честь Коперника названы
- Химический элемент № 112 — «коперниций»[41][42].
- Звезда в созвездии Рака.
- Малая планета (1322) Коперник (Coppernicus). Здесь необходимо пояснение: двойное p в названии соответствует фамилии отца Коперника (Koppernigk, Копперниг), а также латинской подписи самого Коперника в начале жизни: Coppernicus. В последние годы Коперник сократил подпись до Copernicus.
- Кратер на Луне.
- Коперниковский период в лунной истории.
- Кратер на Марсе.
- Орбитальная астрономическая обсерватория OAO-3 (1972—1981).
- Университет в Торуне.
- Кубинская пальма[англ.][43].
- Принцип Коперника.
- Международный аэропорт города Вроцлава.
- Первый самолёт Ил-62 Польских авиалиний
- Центр науки «Коперник» с планетарием «Небо Коперника» и близлежащей одноимённой станцией метро в Варшаве.
- Улицы Коперника в разных городах Польши, а также в Москве, Киеве, Львове, Ровно, Алма-Ате и других городах разных стран.
- Медаль[пол.] Польской академии наук.
- Имя Николая Коперника носило рефрижераторное судно Латвийского морского пароходства.

### Кинофильмы и денежные купюры
В 1972 году появился польско-немецкий историко-биографический кинофильм «Коперник» (в главной роли Анджей Копичиньский), поставленный к 500-летию со дня рождения учёного. В 2011 был выпущен польский мультфильм «Звезда Коперника» («Gwiazda Kopernika»).
Изображение Коперника было помещено на польскую купюру 1000 злотых (1979 год).

### Почтовые марки
- Третий Рейх, 1942
- СССР, 1955
- СССР, 1973
- ФРГ, 1973
- ГДР, 1973

Первая почтовая марка с изображением Коперника появилась в Польше и была приурочена к 450-летию учёного (1923). После нацистской оккупации Польши, в 1942 году, администрация образованного на польской территории «Генерал-губернаторства» выпустила марку к 400-летию смерти учёного. После войны марки выпустили Китай (1953), СССР (1955), Франция (1957), Парагвай (1965), а Польша в период 1969—1973 годов выпускала по марке каждый год.
В 1973 году во всемирном масштабе отмечалось 500-летие Коперника, 47 стран выпустили около 200 марок и почтовых блоков (даже Ватикан выпустил четыре марки). Ещё один юбилей наступил в 1993 году (450-летие со дня смерти) 15 стран отметили его выпуском около 50 марок и почтовых блоков.